# Guglielmo Koerner
Pour les articles homonymes, voir Körner.
Wilhelm Körner ou Guglielmo Cornero, né le 20 avril 1839 à Cassel et mort le 29 mars 1925 à Milan, est un chimiste allemand.

## Biographie
Wilhelm Körner étudie la chimie à l'Université de Giessen dont il est diplômé en 1860. En 1866 il est recruté par Kekulé à l'Université de Gand en Belgique. Lorsque Kékulé quitte Gand en 1867 pour l'Université de Bonn, Körner se rend en Italie à l'Université de Palerme pour travailler dans le laboratoire de Stanislao Cannizzaro sur les composés aromatiques. La médaille Davy lui est décernée en 1900 pour ses « travaux brillants concernant la structure des composés aromatiques ».
Parallèlement à ses travaux sur la structure des composés aromatiques, son intérêt pour la botanique le conduit à étudier de nombreuses substances d'origine végétale. En 1870, il quitte Palerme pour occuper la chaire de chimie organique de l'école supérieure d'agriculture (Scuola Superiore di Agricoltura) de l'Université de Milan, qu'il occupe jusqu'en 1922, date à laquelle il démissionne pour des raisons de santé à l'âge de 83 ans.